# Wjatscheslaw Nikiforowitsch Scharikow
Wjatscheslaw Nikiforowitsch Scharikow (russisch Вячеслав Никифорович Жариков; * 22. September 1937 in Tula, RSFSR, UdSSR; † 9. Oktober 2004 in Moskau, Russische Föderation) war ein sowjetischer bzw. russischer Film-Schauspieler.

## Leben
Wjatscheslaw Scharikow kam als Sohn des Militärarztes Nikifor Iwanowitsch Scharikow († 1963) und der Krankenschwester Tamara Witaljewna Scharikowa († 1958) in Tula zur Welt, wo er ab 1944 die 23. Mittelschule besuchte. Vom Mai 1946 bis zum Juli 1948 bereiste er, bedingt durch Auslandseinsätze seines Vaters, Polen, Deutschland, Jugoslawien, Österreich und Ungarn. 1954 schloss Scharikow die Schule ab und besuchte mit Unterbrechung bis 1964 die Schauspielfakultät des Gerassimow-Instituts für Kinematographie, wo Michail Iljitsch Romm sein Lehrer war. 1968 schloss er außerdem einen Kurs für künstlerisches Schaffen beim Zentralen Rundfunk der UdSSR ab. 1986 wurde Scharikow vom Gorki-Studio als Darsteller verpflichtet und war stand dort zehn Jahre unter Vertrag.
Sein Filmdebüt gab der dunkelblonde Mime 1956 als Student in Человек родился (Tschelowek rodilsja), wurde jedoch nicht in den Credits genannt. Bereits ein Jahr später spielte er in dem Melodram На переломе (Na perelome) seine erste Hauptrolle, der 1958 eine Doppelrolle in Alexander Rous Die Abenteuer des gestiefelten Katers (1958) folgen sollte. Danach war Scharikow ausschließlich als Nebendarsteller zu sehen, u. a. in den Märchenfilmen Finist – Heller Falke (1975) und Emelya und der Zauberfisch (1992) oder als Matrose in Сердце друга (Serdze druga, 1966). Er war bis Anfang der 90er Jahre als Darsteller tätig, gab aber 1998 in dem Historiendrama На ножах (Na noschach) noch einmal eine Statistenrolle, ehe er sich gänzlich zurückzog.
Mit dem Kurzfilm Деревенские каникулы (1969), der im Rahmen eines Kurses bei Belarusfilm entstand, trat Scharikow auch als Regisseur und Drehbuchautor in Erscheinung. 1996 war er außerdem im 25. Teil der TV-Dokumentationsreihe Чтобы помнили (Tschoby pomnili) zu sehen, der dem Schauspieler Stanislaw Chitrow gewidmet war.

## Privates
Scharikow war seit 1983 verheiratet, mit seiner Frau Maria Dmitrijewna hatte er einen Sohn namens Swjatoslaw, zu dem aber in den 90er Jahren der Kontakt abbrach.

## Filmografie (Auswahl)
- 1958: Die Abenteuer des gestiefelten Katers (Nowy pochoschdenija Kota w Sapogach)
- 1965: Vater eines Soldaten (Jariskatsis mama)
- 1971: Des Teufels Dutzend (Tschertowa duschina)
- 1973: Ring
- 1975: Finist – Heller Falke (Finist - jasny sokol)
- 1976: Timur uns sein Trupp (Timur i jego komanda)
- 1977: Bewegte Kindheit (Ognennoje detstwo)
- 1980: Piraten des 20. Jahrhunderts (Piraty XX weka)
- 1984: Frontromanze (Wojenno-polewoi roman)
- 1987: Agatha Christie: Das letzte Weekend (Desjat negritjat)
- 1989: Der Diener (Sluga)
- 1992: Emelya und der Zauberfisch (Emelja durak)